# ويليام ريتشاردز (كاتب)
ويليام ريتشاردز (بالإنجليزية: William Richards)‏ (و. 1749 – 1818 م) هو كاتب ويلزي، توفي عن عمر يناهز 69 عاماً.